# Sante Cattaneo

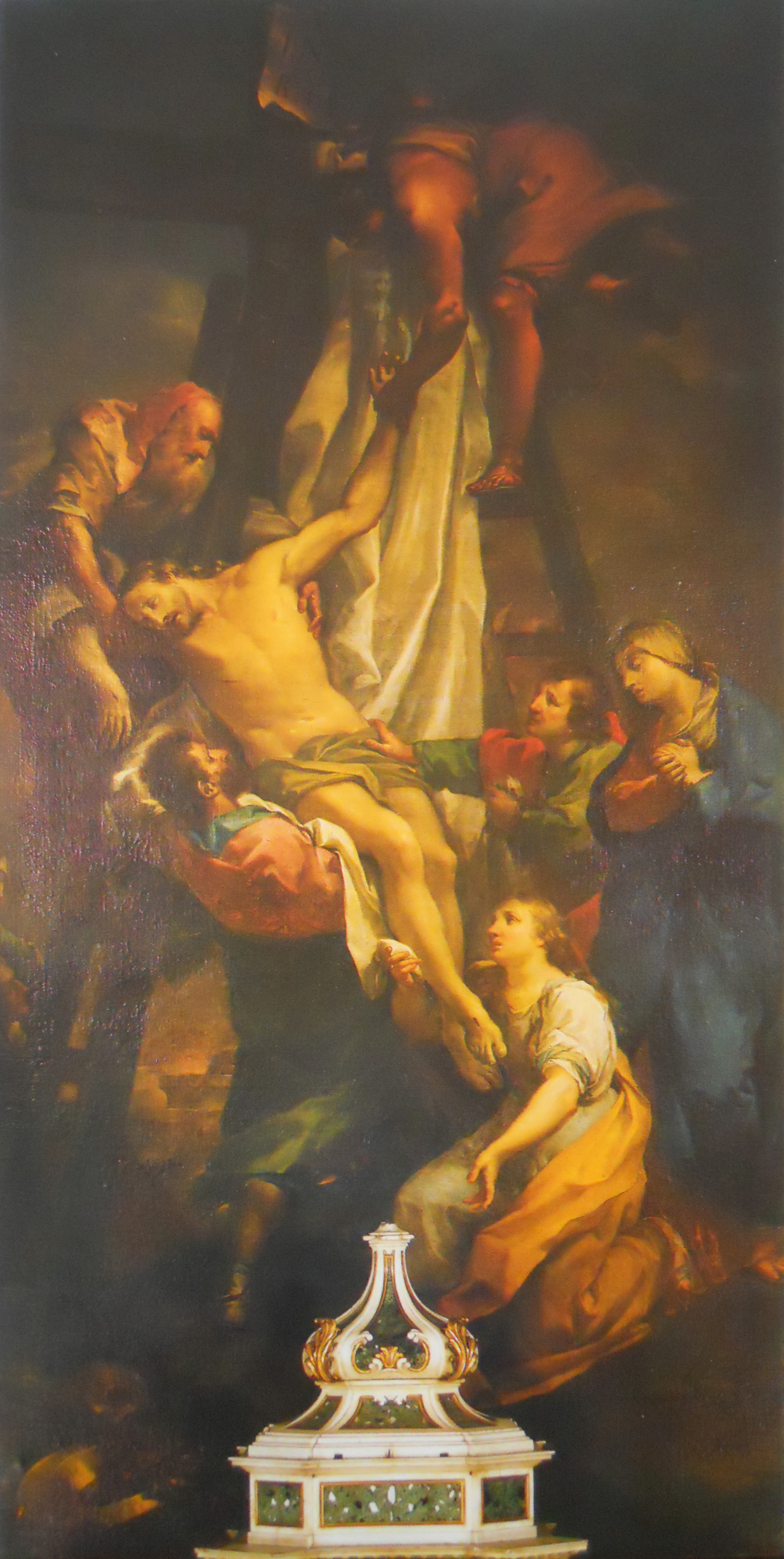
Sante Cattaneo, Kreuzabnahme, 1808, Kirche Santi Faustino e Giovita.

Sante, Santo oder Santino Cattaneo (* 8. August 1739 in Salò; † 4. Juni 1819 in Brescia) war ein italienischer Maler des Klassizismus, der hauptsächlich in der Gegend von Brescia tätig war.

## Leben
Santo war der Sohn von Giovanni Battista und dessen Ehefrau Angela Tommasi. Er verbrachte seine Kindheit bei einem Onkel, der Holzschnitzer war, und zeigte schon früh eine große Leidenschaft für das Zeichnen. Als sein Vater starb, zog Sante im Alter von vierzehn Jahren mit seiner Mutter nach Brescia. Dort studierte er Malerei bei Antonio Dusi und später bei Francesco Monti aus Bologna.
In einer Schaffenskrise zog er 1760 für mehrere Jahre nach Salò und widmete sich in der Stadt am Gardasee der Holzschnitzerei. 1773 kehrte Sante Cattaneo von Freunden gedrängt nach Brescia zurück und nahm das Malen wieder auf.
1776 besuchte er die Accademia Clementina in Bologna. Zwei Jahre später heiratete er Orsola Zoni, mit der er neun Kinder haben sollte. Im selben Jahr eröffnete er in seinem Privathaus eine Schule für Malerei. Der Erfolg seiner Schule spiegelte sich darin wider, dass Sante Cattaneo 1780 beim Rat der Stadt um größere Unterrichtsräume anfragen musste, die ihm im Gymnasium der Stadt gewährt wurden. 1810 wurde er Professor für Zeichnen an der Kunstakademie in Brescia. In der lombardischen Stadt starb er 1819.
Zu Cattaneos Schülern gehörten Domenico Vantini, Luigi Basiletti, Antonio Manenti und Carlo Frigerio. Professor Romualdo Turini aus Salò war ein Schüler und sein Biograph.

Sante Cattaneo, Madonna und Kind mit dem heiligen Zenone, Kirche San Zenone, 18. Jahrhundert, Passirano

## Werke
- Altarbild Die Verkündigung in der Kirche von Borgosatollo.
- Martyrium des Diakons Vincenzo am Hauptaltarbild der Pfarrkirche San Vincenzo in Calcinato
- Martyrium und die Kreuzigung des Apostels Petrus auf dem Kopf, 1783, Hauptaltarbild im Presbyterium der Kirche Heiligen Petrus und Paulus (18. Jahrhundert) in Verolavecchia.
- In Pavone, in der Kirche San Sebastiano, befindet sich ein Gemälde, das das Letzte Abendmahl darstellt. In der Pfarrkirche von Gottolengo befindet sich ein Gemälde, das das gleiche Thema darstellt.
- In der Pfarrkirche Heiligen Petrus und Paulus in Offlaga befindet sich auf dem Hochaltar ein Altarretabel mit der Darstellung der Himmelfahrt der Jungfrau Maria mit dem Heiligen Bischof Imerio und dem Heiligen Petrus.
- Das Rathaus von Salò beherbergt ein großes Gemälde La Riviera rende grazie al provveditore Marco Soranzo, 1786, das von der Gemeinde Riviera zu Ehren des Provveditore Marco Soranzo in Auftrag gegeben wurde, als Zeichen des Dankes für seine Arbeit im Kampf gegen das Banditentum
- Kreuzabnahme Christi, 1808, Kirche Santi Faustino e Giovita, Brescia.
- Madonna col Bambino tra santa Caterina d’Alessandria e sant’Angela Merici, nach 1815, Kirche Santa Maria degli Angeli, Brescia.
- Die Heiligen Benedikt und Scholastika, Jesus teilt das Abendmahl aus und verschiedene Wandfresken, Kirche Sant’Afra, Brescia.
- Heimsuchung Marias bei der Heiligen Elisabeth, Kirche Santa Maria e Elisabetta, Brescia.
- Martyrium des Heiligen Andreas und des Heiligen Flavian, Kirche Sant’Andrea, Pralboino.
- Die Heilige Jungfrau und San Zenone, Kirche San Zenone, Passirano.
- Rosenkranzmadonna zwischen den Heiligen Dominikus von Guzmán und Katharina von Siena und Letztes Abendmahl, Kirche San Vito, Barbariga.